# Romeo, Julie a tma
Romeo, Julie a tma je tragická novela Jana Otčenáška, vydaná roku 1958, z prostředí okupace Československa za druhé světové války, konkrétně v období heydrichiády. Slovo tma v názvu má  symbolizovat dusné prostředí stanného práva, války a heydrichiády. Toto dílo bylo přeloženo do mnoha cizích jazyků.
V roce 1959 podle něj byl Jiřím Weissem natočen stejnojmenný film. V roce 1997 podle něj byla vytvořena stejnojmenná televizní adaptace pod režijní taktovkou Karla Smyczka.

## Příběh
Hlavním hrdinou je Pavel, z jehož pohledu příběh většinu času sledujeme. Právě dokončuje maturitu a jeho mysl je plná úvah o děvčatech a nastávající dospělosti. Při jedné z procházek potká ve večerním parku mladou dívku, která je čímsi rozrušena — opatrně s ní začne konverzaci a zjistí, že je židovka jménem Ester, která se nedostavila do transportu do Terezína. Pavel se s náhlou rozhodností odhodlává ukrýt ji v malém pokoji vedle krejčovské dílny, ve které pracuje jeho otec.
Druhý den se celý protektorát dozvídá o atentátu na zastupující říšského protektora Heydricha — v platnost vstupují zvláštní nařízení, mezi která patří zákaz nočního vycházení a kruté tresty pro jedince, kteří přechovávají nepřátele třetí říše. Pavel svého skutku přesto zapomíná litovat, neboť myslí na Ester. Často ji navštěvuje a brzy se s ní vůbec poprvé políbí.
Těžiště knihy leží v kontrastu mezi mladou láskou Pavla a Ester a teroru heydrichiády. Nacistická vláda popravuje desítky lidí každý den a plakáty s jejich jmény vylepuje po Praze. Mezitím se dva milenci ukrývají v malé místnosti a sní o společné budoucnosti. Pavel si však je vědom rizika, které jim hrozí, a o celé situaci mimo jejich místnost se brzy dozví i Ester. Ta dokonce plánuje, že uteče, aby Pavla neuvrhla do nebezpečí.
V domě, kde se ukrývala, ovšem bydlel muž zvaný Rejsek, známý místní kolaborant. Do všeho strkal nos. Přišel si nechat do krejčovny ušít oblek. Měl divné řeči, jako obvykle. Ale brzy odešel. Potom se Pavlův otec od svého zaměstnance dozvěděl, že Pavel v pokojíku ukrývá dívku. Ten večer, když odcházel Pavel za Ester, otec stál v předsíni, dal mu balíček jídla a jen vylekaně opakoval: „Hlavně se to nesmí dozvědět maminka, víš, že je nemocná.“ Potom Pavel odešel. Ten večer mu Ester řekla, že by s ním chtěla mít dítě. Pomilovali se spolu. Pavel, tento den později než jindy, odešel domů. V noci ho probudily rány z děla a kulometu. Zděsil se a chtěl hned utíkat za ní, ale domácí, který měl klíče od vrat domu, ho nepustil ven.
Než se rozednilo, zastavilo před pavlačovým domem fašistické auto. Rejsek začal lítat a křičel: „Tady to máte, všichni jste o tom věděli, teď nás všechny popraví, já nechci umřít!“ Lidé nevěděli, o čem mluví. Mluvil o Ester, začal se dobývat do pokojíku. Ester stála uprostřed pokoje, tušíc, že tohle je konec. Na poslední chvíli utekla spojovacími dveřmi do krejčovny, kde ji zaměstnanec obeznámený o jejím úkrytu schoval pod látky a Rejska vyhnal. Ester ale zazmatkovala a utekla z domu. Stihla zaběhnout za roh, proběhla průchodem, byla však už zpozorována vojáky. Viděla park, viděla rodný domek, zahrádku, tátu s mámou, světlo, které k ní probleskovalo skrze všeobjímající tmu — pak ji vojáci zastřelili.
Pavel se nikdy nedozvěděl, co přesně se jí událo, leč okolnosti byly jasné. Na konci osaměle trčí ve svém pokoji a tone v pochmurných myšlenkách. Od úvah o sebevraždě ho vytrhne vzpomínka na Esteřin výrok „Ty musíš žít!“ Kniha končí tím, že se odhodlá jít dál.

## Mediální zpracování
Podle novely natočil Jiří Weiss v roce 1959 film a v roce 2022 Dimitrij Dudík rozhlasovou hru.

## Podobná díla české poválečné literatury a filmu
- Modlitba pro Kateřinu Horovitzovou od Arnošta Lustiga, příběh židovské dívky, která se v poslední chvíli odhodlala postavit nacistům
- Spalovač mrtvol od Ladislava Fukse
- Transport z ráje – český film z roku 1962, na základě předlohy Arnošta Lustiga
- …a pátý jezdec je Strach – český film z roku 1964, předloha Hana Bělohradská
- Dita Saxová – český film z roku 1967 podle stejnojmenné předlohy Arnošta Lustiga,
- Milenci v roce jedna – český film z roku 1973, také na předlohu Jana Otčenáška